# Odyssey Channel
Odyssey Channel was een Australische televisiezender die oorspronkelijk beschikbaar was op Optus Television. Het was een van de weinige zenders waar en zich voor moest abonneren in Australië.
Door de CSA (Content Sharing Agreement) tussen Optus en Foxtel is de zender geruisloos van de buis gehaald. Foxtel wilde dat de zender niet meer zou uitzenden door de competitie met Discovery Channel, en Optus besliste dat het niet meer bekostigd kon worden.